# كزافييه دي رو
كزافييه دي رو هو محامي وسياسي فرنسي، ولد في 4 ديسمبر 1940 في بولون-بيانكور في فرنسا، وتوفي في 5 يونيو 2015 في الدائرة الخامسة عشرة في باريس في فرنسا. نشط حزبياً في الاتحاد من أجل الديمقراطية الفرنسية والحزب الراديكالي والاتحاد من أجل حركة شعبية. وقد انتخب Mayor of Chaniers ‏ (14 مارس 1983 – 1 مارس 2014) وانتخب نائب فرنسي عن دائرة Charente-Maritime's 3rd constituency ‏ وقد انضم خلال فترته النيابية ‏ (19 يونيو 2002 – 19 يونيو 2007) للكتلة البرلمانية اتحاد الأغلبية الرئاسية ‏ وانتخب نائب فرنسي عن دائرة Charente-Maritime's 3rd constituency ‏ وقد انضم خلال فترته النيابية ‏ (2 أبريل 1993 – 21 أبريل 1997) للكتلة البرلمانية الاتحاد الفرنسي للديمقراطية والمركزية ‏.